# Vilamartín de Valdeorras
Vilamartín de Valdeorras település Spanyolországban, Ourense tartományban. Vilamartín de Valdeorras Quiroga, Oencia, O Barco de Valdeorras, Petín és A Rúa községekkel határos. Lakosainak száma 1822 fő (2024).

## Népesség
A település népessége az elmúlt években az alábbi módon változott:
| Lakosok száma | 2489 | 2472 | 2247 | 2164 | 1988 | 1793 | 1771 | 1790 | 1825 | 1822 |
|               | 2001 | 2004 | 2007 | 2009 | 2012 | 2014 | 2017 | 2019 | 2022 | 2024 |